# Bab al-Futuh

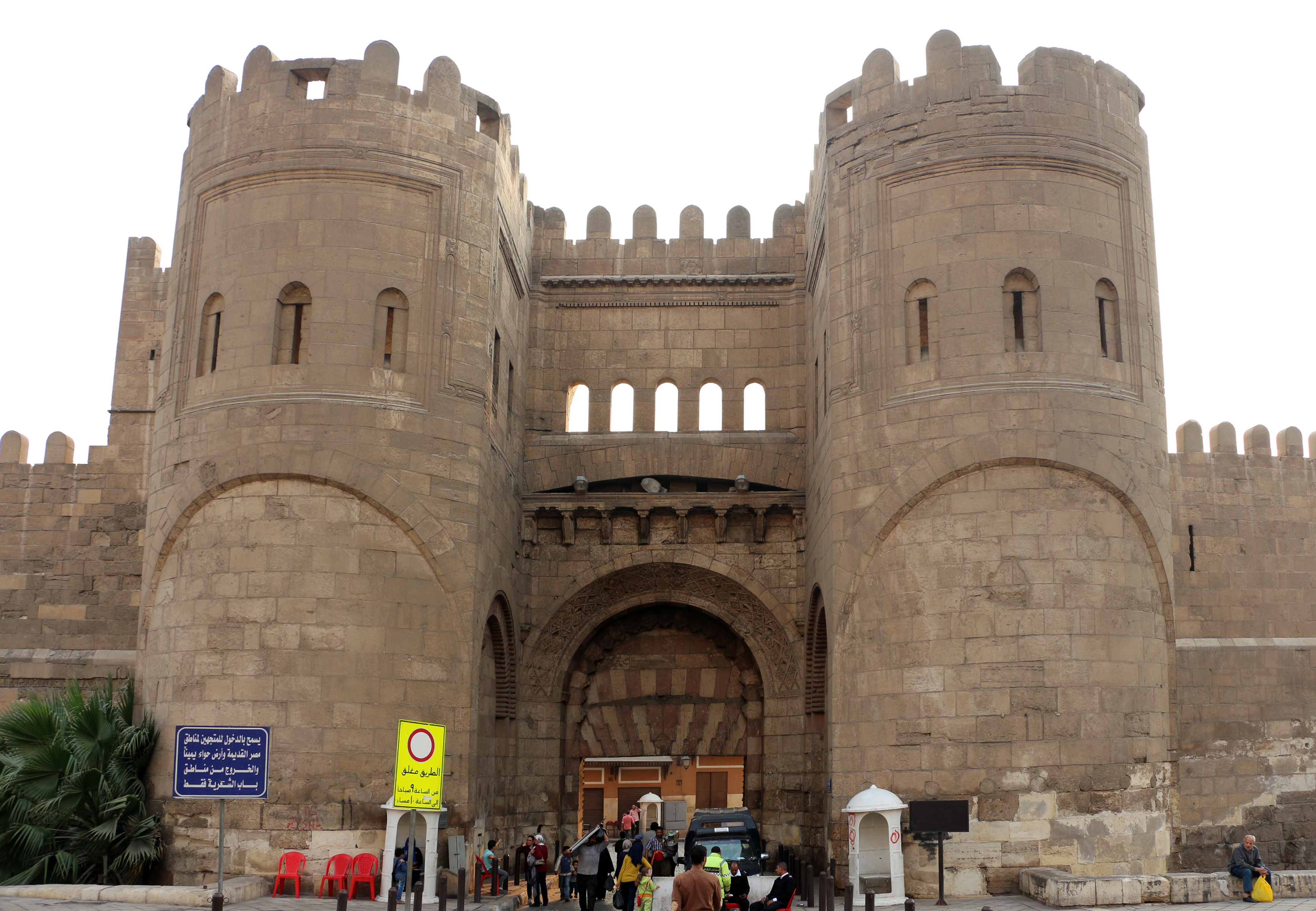
Bab al-Futuh

Bab al-Futuh (arabe : باب الفتوح, littéralement Porte de la Conquête) est l'une des trois portes restantes des remparts de la vieille ville du Caire, en Égypte. Elle est située à l'extrémité nord de la rue al-Mu'izz. Les deux autres portes restantes sont Bab al-Nasr (Porte de la Victoire) au nord et Bab Zuwayla (Porte de Zuwayla) au sud. La porte a été construite à l'époque fatimide, à l'origine au Xe siècle, puis reconstruite sous sa forme actuelle à la fin du XIe siècle.

## Histoire
Lorsque le Caire fut fondé en 969 par le général fatimide Jawhar, au nom du calife al-Mu'izz, il entoura la cité d'une enceinte construite en briques et percée de multiples portes. Plus tard, sous le règne du calife al-Mustansir, le vizir et commandant de l'armée Badr al-Gamali reconstruisit les murs de la ville et ses portes en pierre. La porte actuelle fut ainsi achevée en 1087, ainsi que la porte voisine Bab al-Nasr,. Bab al-Futuh s'appelait à l'origine Bab al-Iqbal, ou « la porte de la prospérité », mais reçut son nom actuel lorsque Badr al-Gamali la reconstruisit.

## Architecture

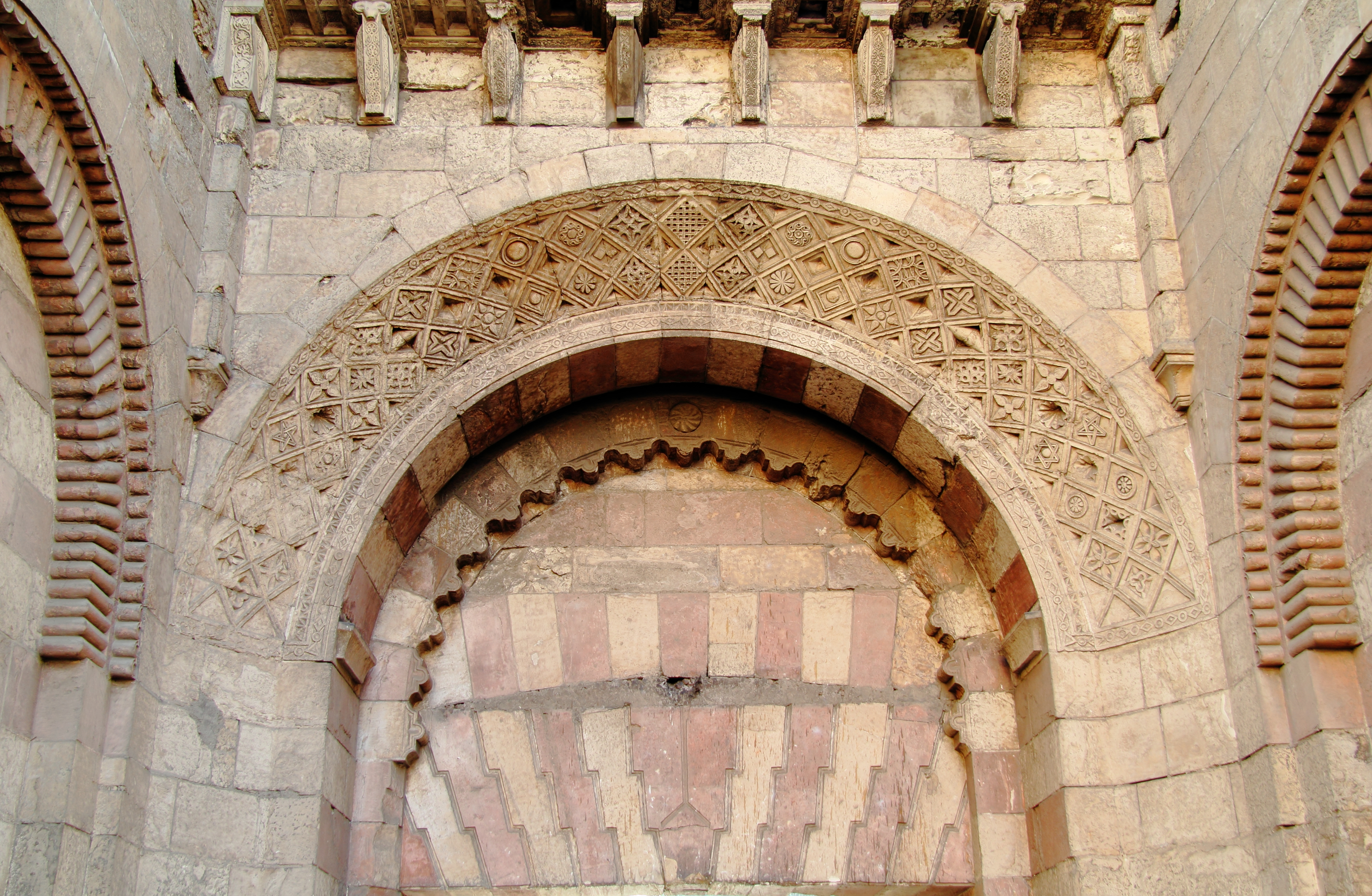
Détails de la maçonnerie du portail

La porte mesure 22 mètres de hauteur et 23 mètres de largeur. Les deux tiers inférieurs du portail sont construits en pierre de taille, tandis que le tiers supérieur a été construit en moellons encastrés dans de la pierre de parement finement taillée. La porte a une conception défensive et son entrée est flanquée de deux hautes tours circulaires. Son exquise décoration et le savoir-faire dont elle a fait l'objet sont de meilleure qualité que celles employées pour Bab al-Nasr, pourtant située à proximité,. Les détails de sa maçonnerie suggèrent également l'influence de traditions architecturales ou artisanales provenant du nord de la Syrie ou de l'Empire byzantin.
Sur sa façade extérieure, l'entrée du portail est surmontée d'un arc en plein cintre recouvert d'un motif de losanges sculptés dans la pierre, agrémentés de rosaces et de croix. En surplomb de l'arc se trouve une section qui fait saillie vers l'extérieur du mur entre les tours ; ce dispositif était précurseur du mchicoulis. Ce surplomb repose sur des consoles en pierre, dont deux sont sculptées en forme de tête de bélier, symbole de Mars dans le zodiaque (Mars se traduit par al-Qahir en arabe, nom intimement associé à la fondation du Caire, appelé al-Qahira),.
Entre les supports, des rectangles de pierres sculptées décorées de motifs végétaux et d'une étoile à huit branches. Les côtés intérieurs des tours qui encadrent le portail sont sculptés de grands arcs aveugles à voussoirs de type « coussin ». Des arcs aveugles peu profonds sont également sculptés sur le devant des tours.
Au-dessus de ces arcs se trouvent des zones rectangulaires en retrait percées de meurtrières .
Une moulure sculptée en pierre, composée de deux lignes parallèles avec des boucles entre elles, longe la façade supérieure du portail. Il s'agit du tout premier exemple d'un élément décoratif que l'on retrouve ensuite fréquemment dans l'architecture mamelouke (XIIIe – XVIe siècles). Il n'y a pas d'inscriptions sur la façade de la porte elle-même, mais une inscription en coufique fleuri peut être lue, côté est, sur la façade extérieure du mur saillant autour du minaret nord de la mosquée adjacente al-Hakim.
À l’intérieur du portail, le vestibule est recouvert d’un dôme semi-sphérique peu profond. La transition entre le dôme et l'espace rectangulaire en dessous est réalisée grâce à l'utilisation de pendentifs, une caractéristique plus typique de l'architecture byzantine. Près de l'entrée orientale du portail se trouve la tombe d'un personnage non identifié. Une longue chambre voûtée est adjacente à une entrée située du côté occidental.

## Voir également
- Portes du Caire
- Liste des monuments historiques du Caire